# Келтски метъл
Келтския метъл е подстил на метъл музиката, който води началото си от Ирландия. Както се предполага от името, стилът е смесица от хевиметъл и келтска музика. Пионери в стила са ирландските групи Cruachan, Primordial и Waylander. Келтския метъл се популяризира и извън Ирландия, като днес се изпълнява и от групи от различни части на света.